# Makedonische Sprache
Das Makedonische ist eine ausgestorbene indogermanische Sprache, die kaum rekonstruiert werden kann und deren Stellung innerhalb dieser Sprachgruppe schwer zu bestimmen ist. Gesprochen wurde es in der historischen Region Makedonien. Die Schwierigkeiten bei der Einordnung des Makedonischen ergeben sich aus der spärlichen Überlieferung und dürftigen Quellenlage. Alle erhaltenen Zeugnisse sind in griechischen Schriftzeichen verfasst. In einigen griechischen Quellen sind makedonische Orts- und Personennamen überliefert, darüber hinaus wenige Einzelwörter.
Immer noch diskutiert wird die Frage, ob das Makedonische ein griechischer Dialekt oder eine mit dem Griechischen eng verwandte eigenständige Sprache war.
Nach Auffassung des Linguisten Otto Hoffmann (1906) ergibt sich aus dem Namenmaterial, insbesondere den Personennamen, aber auch den Orts- und Monatsnamen, dass das Makedonische ein griechischer Dialekt gewesen sei. Der Linguist R. A. Crossland bezeichnet diese Auffassung als fragwürdig, da man von ungefähr 130 Namen und Inschriften nicht mit Sicherheit auf eine gesamte Sprache schließen kann, und behauptet, dass das Makedonische eine selbständige Sprache war. Diese Auffassung vertreten auch führende Sprach- und Geschichtswissenschaftler unserer Zeit (C. G. Thomas, P. Green). Es gibt in Makedonien zwar eine Präsenz von Inschriften, die mit griechischen Buchstaben geschrieben sind, was aber keinen Rückschluss auf die Sprache selber erlaubt (E. Borza).
Die Makedonen wurden von den Griechen teils als Barbaren bezeichnet (nicht so Hesychios, frg. 5), was in der griechischen Antike in erster Linie sprachliche Verschiedenheit ausdrückte, d. h. Makedonisch wurde von den Griechen teilweise nicht als Griechisch anerkannt. Die wenig mehr als hundert überlieferten Wörter zeigen, dass die Lautstruktur teils erheblich vom Griechischen abwich (vgl. makedonisch danos vs. griechisch θάνατος thánatos, beide „Tod“), teils aber auch deutliche Ähnlichkeiten zeigt (makedonisch Hüerberetos „Regenbringer, Dezember“). Durchgängig zeigt sich in der makedonischen Schreibweise die Ersetzung des φ durch das β, so z. B. in Βερενίκη (Berenike) bei griechischem Φερενίκη (Pherenike), was auf eine frikative Aussprache des β wie im Neugriechischen hindeutet. Die Namenslisten (Grabsteine, Historiker) zeigen einen großen Anteil griechischstämmiger Namen auch außerhalb der Oberschicht, die von mehr Griechen als griechisch akzeptiert wurde (vgl. Königsliste bei Herodot).
Seine größte Verbreitung hatte das Makedonische im 4. Jahrhundert v. Chr. unter Philipp II. und Alexander dem Großen. Seine Sprecher assimilierten sich während der hellenistischen Periode allmählich an die nun entstandene griechische Koine.